# Boscawen (Nuevo Hampshire)
Boscawen es un pueblo ubicado en el condado de Merrimack en el estado estadounidense de Nuevo Hampshire. En el Censo de 2010 tenía una población de 3.965 habitantes y una densidad poblacional de 60,33 personas por km².

## Geografía
Boscawen se encuentra ubicado en las coordenadas 43°18′42″N 71°39′56″O / 43.31167, -71.66556. Según la Oficina del Censo de los Estados Unidos, Boscawen tiene una superficie total de 65.73 km², de la cual 63.95 km² corresponden a tierra firme y (2.71%) 1.78 km² es agua.

## Demografía
Según el censo de 2010, había 3.965 personas residiendo en Boscawen. La densidad de población era de 60,33 hab./km². De los 3.965 habitantes, Boscawen estaba compuesto por el 97.43% blancos, el 0.63% eran afroamericanos, el 0.28% eran amerindios, el 0.28% eran asiáticos, el 0% eran isleños del Pacífico, el 0.25% eran de otras razas y el 1.13% pertenecían a dos o más razas. Del total de la población el 0.96% eran hispanos o latinos de cualquier raza.